# Дёбельн, Георг Карл фон
Георг Карл фон Дёбельн (швед. Georg Carl von Döbeln) (29 апреля 1759, Вестергётланд — 16 февраля 1820, Стокгольм) — барон, шведский военачальник.

## Биография
Родился 29 апреля 1759 года в имении Стура Торпа, расположенном в Сегерстадтском приходе Вестергётланда. После ранней смерти отца его родственники, желавшие, чтобы мальчик сделался священником, отдали его на обучение в Тунскую школу, однако Дёбельн решил избрать военное поприще и в 1773 году поступил кадетом в Морской кадетский корпус в Карлскруне. В 1775 году он окончил обучение и сдал офицерский экзамен, но его родственники настояли на том, чтобы он начал изучать юриспруденцию. Через два года он бросил это занятие и в 1778 году поступил фенриком в вербованный полк Спренгтпортена.
В 1780 году Дёбельн выказал желание отправиться на войну североамериканских колоний против Англии. Получив разрешение, он перебрался в Париж, где в 1781 году поступил на службу в полк графа Де Ла Марка. Полк, однако, вместо Америки направили в Индию, где Дёбельн в многочисленных стычках с европейскими соперниками (в первую очередь с англичанами) и войсками туземных княжеств получил свой первый боевой опыт. В битве при Куддалоре он был ранен и в сентябре 1783 года произведён в капитаны. В 1784—1788 годах состоял адъютантом при графе Де Ла Марке.
Вернувшись во Францию, Дёбельн четыре года служил в Страсбургском гарнизоне, где познакомился с Наполеоном Бонапартом.
В 1788 году вернулся на шведскую службу, чтобы участвовать в войне с Россией.
С марта 1789 года Дёбельн в чине капитана служил в Саволакском пехотном полку и 12 июня 1789 года, тяжело раненый пистолетной пулей в голову в сражении при Поросальми, был взят в плен. С тех пор он носил на голове чёрную повязку (отсюда его прозвище «Чёрная лента»). По возвращении из плена Дёбельн служил в Вестъётадальском и Скараборгском полках, а в 1805 году был назначен командиром Нюландской пехотной бригады.
В 1808 году, во время новой войны с Россией, Дёбельн командовал сперва арьергардом 3-й бригады, отличившись в сражениях при Иппяри против Кульнева и при Лаппо. 10 августа 1808 года он выиграл бой при Кайаиоки. Затем Дёбельн нанёс поражение русскому отряду при Ютасе.
5 октября 1808 года Дёбельн занял должность командующего шведскими войсками на Аландских островах и оказывал яростное сопротивление своему старому противнику Кульневу. Позднее был назначен командующим частями Северной армии. Видя невозможность продолжать борьбу с Россией, Дёбельн вступил в переговоры с графом Шуваловым и заключил с ним перемирие на выгодных условиях. В 1809 году Дёбельну был пожалован баронский титул.
С началом норвежско-шведской войны Дёбельн был назначен командующим войсками, прикрывавшими границу от нападения норвежской армии.
Во время Войны шестой коалиции Дёбельн командовал шведскими войсками в Мекленбурге; оказав генералу Валльмодену возле Гамбурга помощь против французов, он тем самым нарушил приказ главнокомандующего, за что был отдан под трибунал и приговорён к расстрелу. По ходатайству кронпринца Карла Юхана наказание было заменено на один год заключения в крепости, а затем и совсем отменено. В 1816 году Дёбельн был назначен председателем Верховного трибунала.
Умер в Стокгольме 16 февраля 1820 года.
В честь него в городе Умео в 1867 году установлен монумент и назван парк.
Современники отмечают крайнюю вспыльчивость и смелость Дёбельна, а также некоторые странности в его поведении. Его характер наглядно показывает случай, произошедший с ним в сражении при Иппяри: во время битвы был убит адъютант Эрлинг и его кровью забрызгало всю одежду Дёбельна. Когда после битвы Дёбельна спросили, чья эта кровь, тот невозмутимо ответил: «это мозги Эрлинга, он потерял свою голову».
Дёбельн был женат на Кристине Каролине Улльстрём, от которой имел сына, получившего имя Наполеон (1802—1847).

## Награды
- Орден Меча:
  - рыцарский крест (1-го класса) (RSO1kl) (19 августа 1789)
  - большой рыцарский крест с брошью в виде меча (RmstkSO1kl) (30 июля 1808)
  - командорский крест (1-го класса) (KSO1kl) (24 сентября 1810)
  - командорский крест со звездой (большой крест) (KmstkSO) (28 ноября 1812)